# Bezděkov (Bouzov)
Bezděkov (německy Besdiekau) je malá vesnice v kopci na levém břehu Třebůvky. V současnosti patří pod obec Bouzov.

## Historie
Bezděkov se poprvé připomíná v pramenech z roku 1350, kdy patřila k panství hradu Vraní Hora. Poté je ale uváděna jako majetek pánů z Bouzova až do roku 1720, kdy ji Kryštof Bernard Skrbenský z Hříště prodává panství žadlovickému, kde zůstala do roku 1848. Poté byla začleněna do okresu Zábřeh, a teprve v roce 1960 došlo k jejímu připojení k Bouzovu. Než zde byla v roce 1913 otevřena vlastní škola, býval Bezděkov přiškolen i přifařen k Bouzovu.
V roce 1913 byla v obci otevřena školní budova, dříve museli děti chodit do Bouzova.
Obyvatelé se živili většinou zemědělskou výrobou, z řemeslníků byli v obci stolaři, tesaři, zedníci a kovář, a kromě toho pracovali někteří jako zaměstnanci v místním mlýně a pile. Mlýn je zde doložen již roku 1398. Po roce 1948 došlo k znárodnění pily a mlýna. Hospodaří zde Severomoravské dřevařské závody, které provoz pily modernizují. V mlýně se v 50. letech přestávalo mlít. Po roce 1989 byly pila i mlýn vráceny původním majitelům a pila je dodnes v provozu.
Po 2. světové válce odešla řada rodin do nově osídleného pohraničí. V roce 1957 bylo v obci založeno JZD, ve kterém pracovala většina obyvatel Bezděkova. Předsedou byl Jaroslav Vašek. Výroba zde byla zaměřena na chov skotu a sadařství. V roce 1960 se v rámci slučování stalo součástí JZD Bouzov.
Do roku 1960 byl Bezděkov samostatný, spadal pod okres Zábřeh, v tomto roce byl převeden pod Bouzov a tím pádem pod okres Olomouc.
Postupně dochází k úbytku stálých obyvatel Bezděkova. Mladí se stěhují do měst, kde mají více pracovních příležitostí i kulturního a společenského vyžití, a opuštěné domy v obci jsou prodávány chalupářům k rekreaci, jejich zásluhou jsou udržovány v dobrém stavu.
V roce 2005 byla opravena kaplička a vysázeno stromořadí kolem místní komunikace. Také byla provedena rekonstrukce veřejného osvětlení.

## Obyvatelstvo

### Struktura
Vývoj počtu obyvatel za celou obec i  za jeho jednotlivé části uvádí tabulka níže, ve které se zobrazuje i příslušnost jednotlivých částí k obci či následné odtržení. 
| Místní části   | Místní části  | 1869 | 1880 | 1890 | 1900 | 1910 | 1921 | 1930 | 1950 | 1961 | 1970 | 1980 | 1991 | 2001 | 2011 |
| -------------- | ------------- | ---- | ---- | ---- | ---- | ---- | ---- | ---- | ---- | ---- | ---- | ---- | ---- | ---- | ---- |
| Počet obyvatel | část Bezděkov | 305  | 284  | 265  | 231  | 214  | 191  | 200  | 130  | 106  | 74   | 51   | 34   | 22   | 43   |
| Počet domů     | část Bezděkov | 41   | 41   | 46   | 45   | 46   | 46   | 48   | 48   | -    | 34   | 28   | 29   | 35   | 40   |

## Církevní památky
- Kaple sv. Antonína z roku 1849, zděná, dříve dřevěná[3]
- Kamenný kříž uprostřed vesnice z roku 1850
- Kamenný kříž před obcí „Na drahách“ z roku 1818
- Kamenný kříž na rozcestí k Radnici a Kudlovu z roku 1920
- Litinový kříž u mostku před bezděkovským mlýnem z roku 1966
- Soška panny Marie u staré cesty do mlýna k Bezděkovu[3]
- V okolí obce u cest 2 svaté obrázky

## Přírodní poměry
Uprostřed obce stojí lípa srdčitá s obvodem kmene téměř 4 metry.

## Fotogalerie

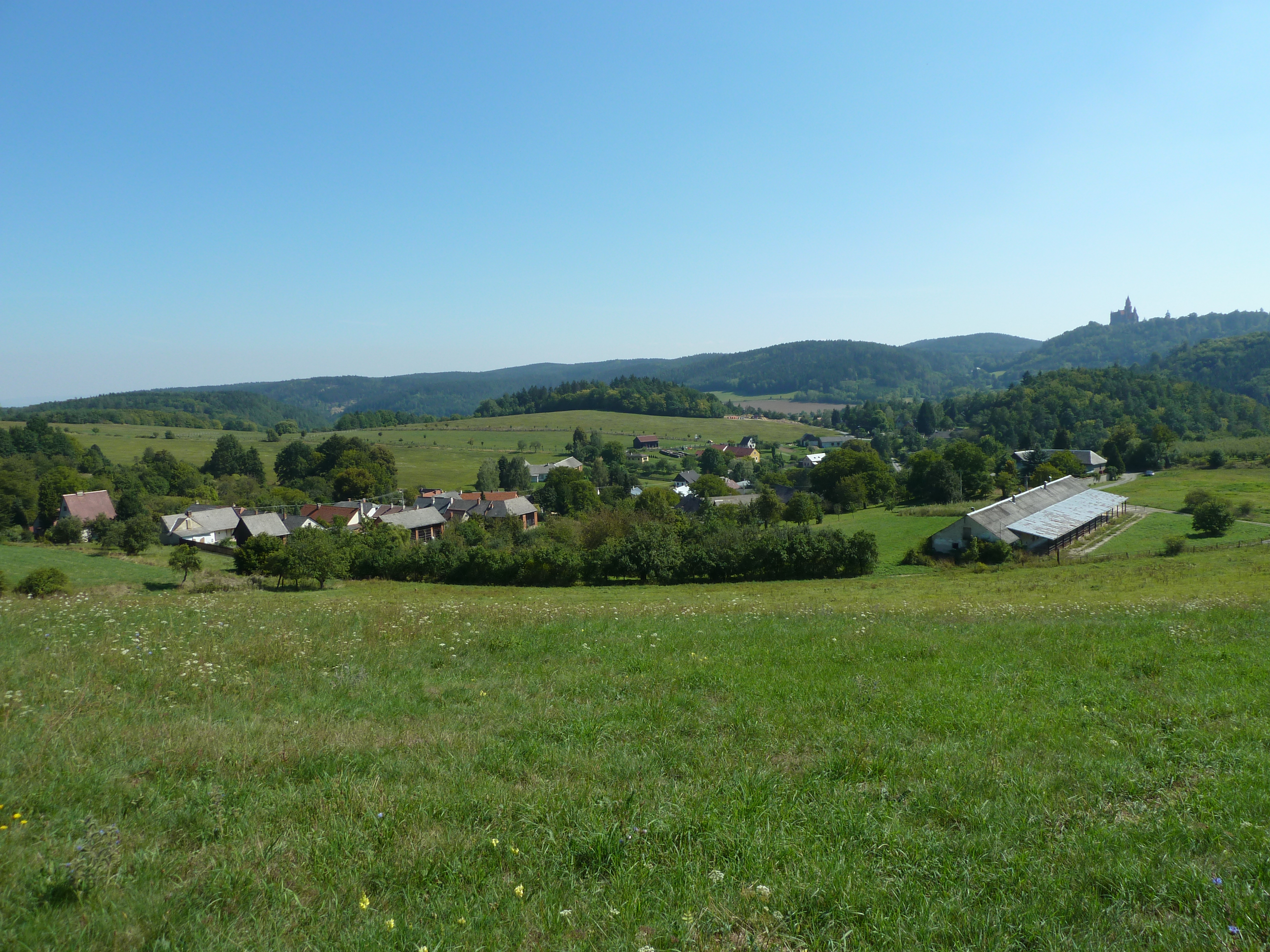
Pohled na obec
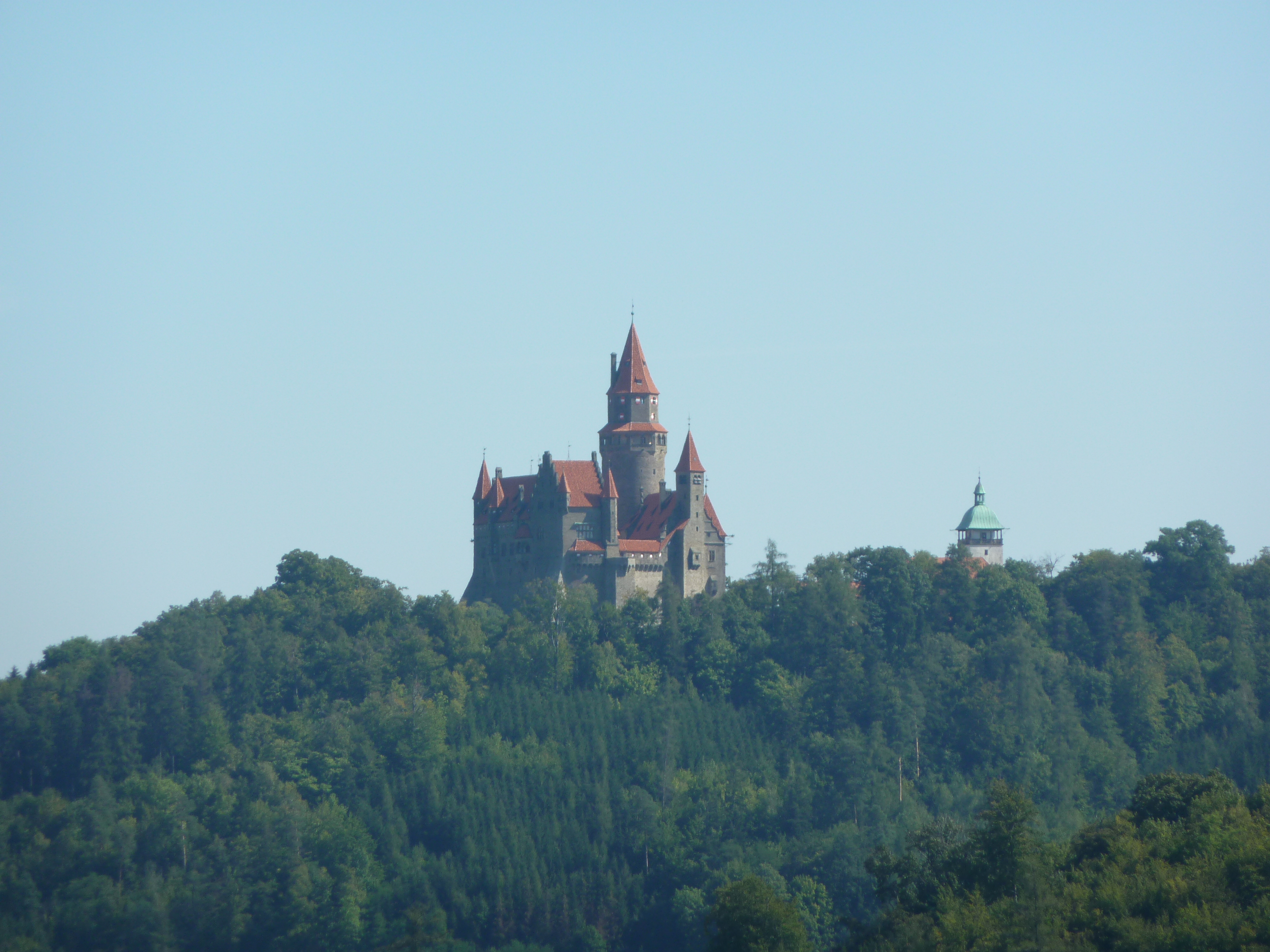
Bouzov z Bezděkova
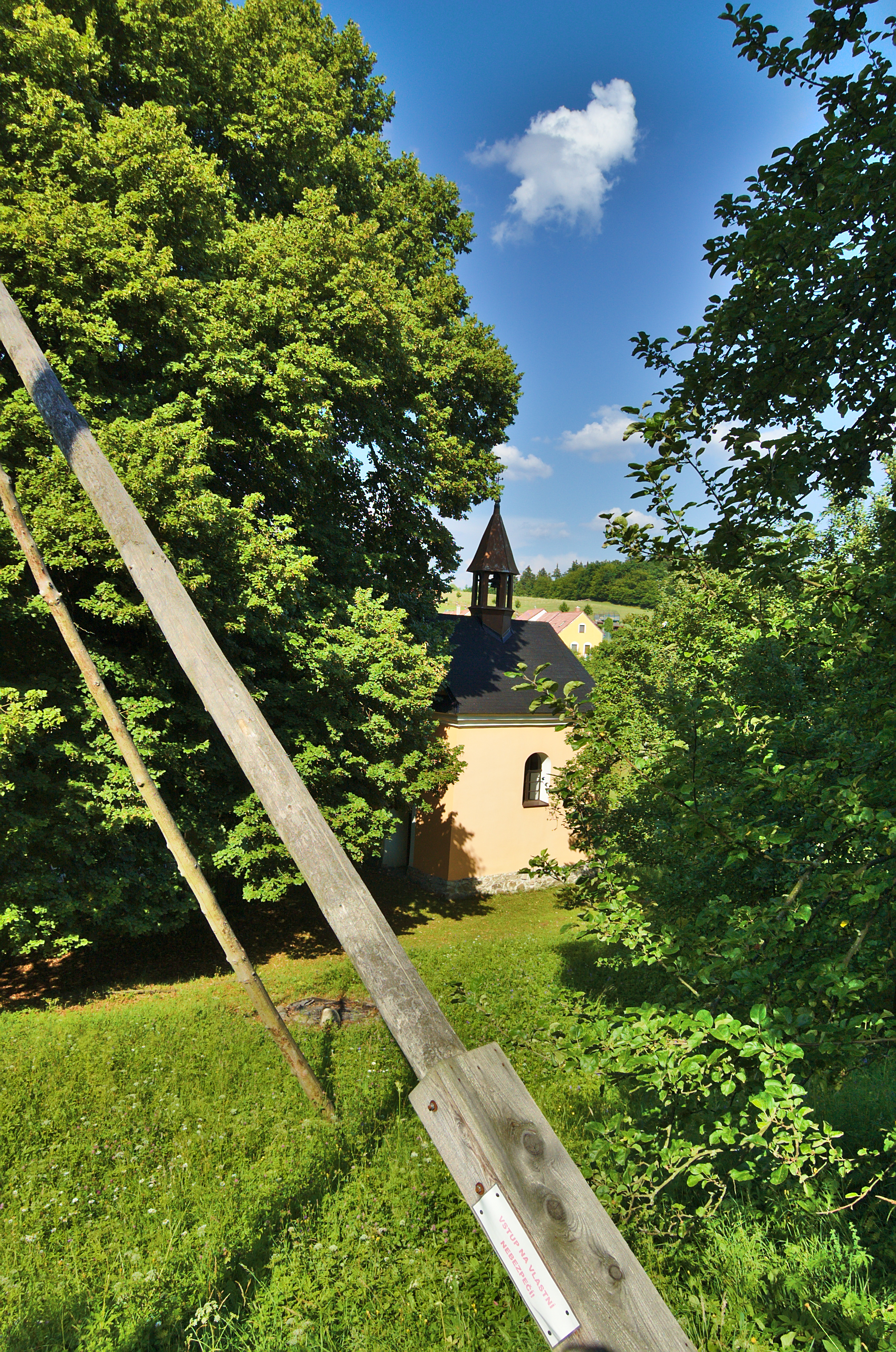
Kaple
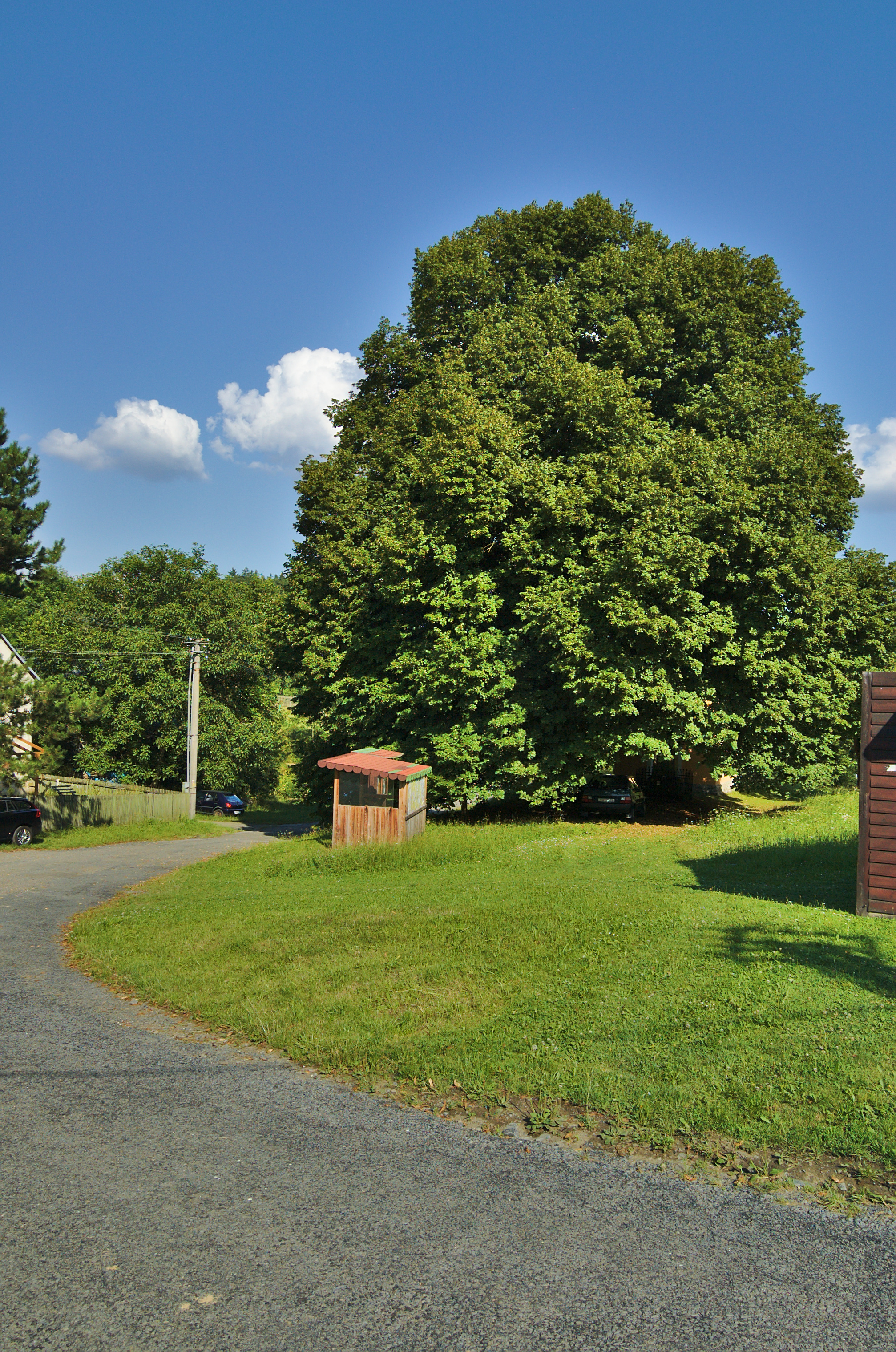
Výhled do obce
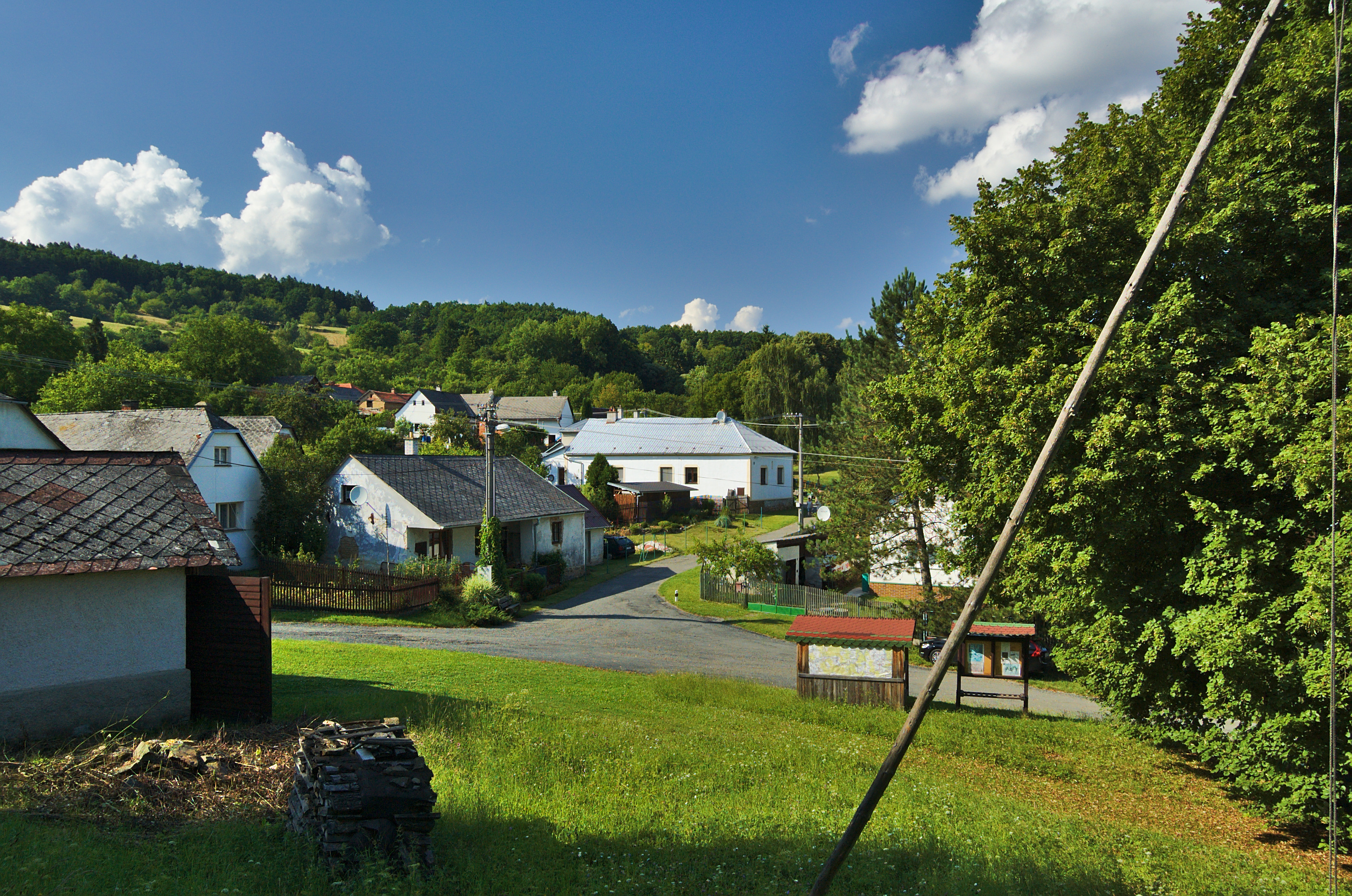
Výhled do obce